# Kapuzinerkloster Schwäbisch Gmünd

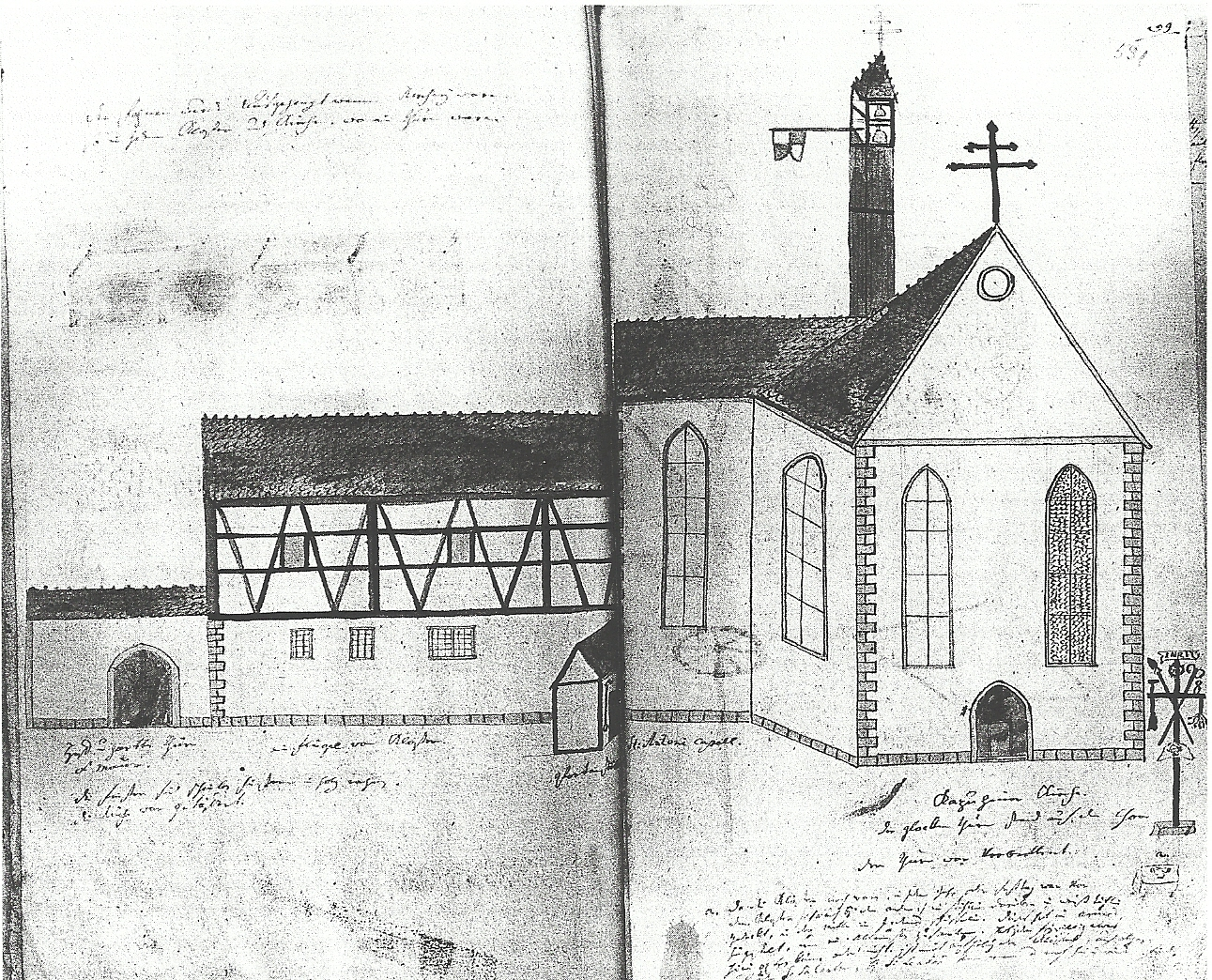
Zeichnung von Dominikus Debler um 1800

Das Kapuzinerkloster St. Ulrich ist ein ehemaliges Kloster des Kapuzinerordens in der südlichen Altstadt von Schwäbisch Gmünd. Es wurde 1810 abgebrochen.

## Geschichte
Im Jahr 1644 wurden die Kapuziner von der Stadt nach Schwäbisch Gmünd gerufen, da sie die Seelsorge auf dem Hauswallfahrtsberg St. Salvator am Rande der Stadt übernehmen sollten. Daraufhin kamen noch im selben Jahr drei Kapuziner mit dem Provinzial nach Gmünd. Die Kapuziner wurden vorerst in Bürgerhäusern untergebracht. Schnell gewannen die Kapuziner aufgrund ihrer seelsorgerischen Fähigkeiten bei der Bürgerschaft eine große Beliebtheit. So protestierte diese gegen den Plan, die Kapuziner außerhalb der Stadtmauer unter dem St. Salvator unterzubringen. Ihnen wurde ein Platz in der südlichen Altstadt, direkt neben dem Klösterle der Franziskanerinnen an der Stadtmauer angeboten, der 1649 gekauft wurde. Erst 1651 wurde der Bau des Klosters durch den Augsburger Bischof Sigismund Franz von Habsburg genehmigt, wodurch am 2. Juni 1652 die Grundsteinlegung erfolgen konnte. Zwei Jahre später, am 29. September 1654, wurde das Kloster dann dem Heiligen Ulrich geweiht. 
1734 wurden Teile des Klosters aufgestockt. Wie das Gmünder Franziskanerkloster überstand auch das Kapuzinerkloster die Aufhebungen der Klöster im Zuge der Säkularisation 1803, das Kapuzinerkloster aufgrund seiner Armut.
1810 kam es dann aber auch zur Aufhebung dieses Klosters, woraufhin ein Gmünder Bürger das Grundstück erwarb und das Kloster abbrechen ließ. 1863 wurde auf einem Teil des Geländes mit dem Bau der Irrenanstalt St. Vinzenz, dem heutigen St. Loreto begonnen.